# Bischoff (geslacht)
Bischoff (ook: Bischoff van Heemskerck en Bischoff Tulleken) is een van oorsprong uit Birwinken afkomstig geslacht dat veel landbouwers, boomkwekers en militairen leverde.

## Geschiedenis
De stamreeks begint met de landbouwer Hans Bischoff die geboren was in Birwinken en daar in 1648 overleed. Uit die laatste plaats vestigde zijn nazaat Benjamin Bischoff (1761-1846) zich in Amsterdam, later in 's-Gravenhage, Leiden en Haarlem als handelaar in legeruitrustingen. Diens gelijknamige zoon Benjamin Bischoff (1787-1829) werd generaal-majoor; hij trouwde in 1819 met jkvr. Catharina Elisabeth Margaretha van Heemskerck van Beest (1802-1838), waarna hun oudste zoon in 1846 bij KB naamswijziging tot Bischoff van Heemskerck verkreeg.
Een andere tak verkreeg in 1856 bij KB naamswijziging tot Bischoff Tulleken.

## Enkele telgen
Hans Ulrich Bischoff (1722-1779), wachtmeester in een Zwitserse compagnie
- Benjamin Bischoff (1761-1846), handelaar in legeruitrustingen
  - Benjamin Bischoff (1787-1829), generaal-majoor der infanterie en opperbevelhebber van het Oost-Indische leger; trouwde in 1819 met jkvr. Catharina Elisabeth Margaretha van Heemskerck van Beest (1802-1838), telg uit het geslacht Van Heemskerck
    - Willem Frederik Carel Bischoff van Heemskerck (1823-1852), kapitein der genie Oost-Indische leger
      - Willem Frederik Karel Bischoff van Heemskerck (1852-1915), generaal-majoor der infanterie
        - Willem Frederik Karel Bischoff van Heemskerck (1886-1946), kolonel infanterie
          - Willem Frederik Karel (Freek) Bischoff van Heemskerck  (1917-2007), brigadegeneraal, eerste stalmeester van de koningin; trouwde in 1946 met Catharina (Katy) Telders (1921-2011), grootmeesteres van de koningin
            - Dr. Suzanne Bischoff van Heemskerck (1950), ambtenaar en politica voor Democraten 66

          - Prof. ir. Willem Cornelis Bischoff van Heemskerck (1921-1973), hoogleraar Vloeistofmechanica Technische Hogeschool te Delft; trouwde in 1946 met Charlotte Henriette Smidt van Gelder (1921) die in 2017 het schilderij Het oestermaal van Jacob Ochtervelt en in 2022 het Portret van Steven Wolters door Caspar Netscher terugontving nadat het als roofkunst door de nazi's van haar vader dr. Joan Hendrik Smidt van Gelder (1887-1969) was meegenomen, telg uit het geslacht Van Gelder
- Hans Ulrich Bischoff (1766-1814), commies Departement van Oorlog
  - Johannes Bischoff (1796-1884), eerste luitenant infanterie
    - Karel Christiaan Bischoff Tulleken (1832-1896), grondbezitter en boomkweker; werd opgevoed door zijn kinderloze tante en oom, het echtpaar Oswald Tulleken (1792-1862) - Jacoba Agnita Johanna van Vlierden (1798-1855), uit het geslacht Tulleken en verkreeg in 1856 bij KB naamswijziging tot Bischoff Tulleken

Geslachten die opgenomen zijn in het sinds 1910 verschijnende genealogische naslagwerk Nederland's Patriciaat. Lijst volgens opgave van het CBG Centrum voor familiegeschiedenis.
A · B · C · D · E · F · G · H · I · J · K · L · M · N · O · P · Q · R · S · T · U · V · W · Y · Z